# حسين أحمد أمين

أحمد أمين ومعه ابنه حسين أحمد أمين، في الهرم بتاريخ 4 فبراير 1949

حسين أحمد أمين (19 يونيو 1932 - 16 أبريل 2014) كاتب ومفكر ودبلوماسي مصري. وهو ابن الأديب الكبير أحمد أمين.
أشهر ما كتب هو كتاب «دليل المسلم الحزين» الذي يشرح حال المسلم اليوم الذي بدأت ثقته تتزعزع بنفسه وبدينه إذ يرى الغرب غير المسلم يتقدَّم ويتطوَّر في حين يصعب على المسلم مجاراة ذلك التطوُّر فأضحى مسلمًا حزينًا.

## سيرته
ولد حسين بن أحمد أمين في القاهرة في 19 يونيو 1932م، وهو نجل الأديب والمؤرِّخ الإسلامي أحمد أمين، وأخوه الكاتب جلال أمين. تخرَّج في كلية الحقوق بجامعة القاهرة عام 1953.
عمل محاميًا، فمذيعًا بالإذاعة المصرية، فمذيعًا بالقسم العربي بهيئة الإذاعة البريطانية. التحقَ بالسِّلك الدبلوماسي المصري وعمل ملحقًا فسكرتيرًا ثانيًا بالسفارة في موسكو (الاتحاد السوفيتي). فمستشارًا بالسِّفارة في لاجوس (نيجيريا)، فوزيرًا مفوَّضًا بالسفارة في بون (ألمانيا الاتحادية)، فقنصلًا عامًّا في ريو دي جانيرو (البرازيل)، ثم سفيرًا لمصر في الجزائر.
انتُدب في أثناء عمله بوزارة الخارجية مستشارًا فنيًّا لوزير الثقافة آنذاك يوسف السباعي، وأعير للعمل نائبًا لمدير مركز الأمم المتحدة للإعلام بالقاهرة.
حصل كتابه "دليل المسلم الحزين" على جائزة أحسن كتاب في معرِض القاهرة الدَّولي للكتاب عام 1984.
وللكاتب منذر الأسعد ردٌّ عليه وعلى فكره وآرائه بعنوان (الكاذب الحزين حسين أحمد أمين).

## كتبه
- دليل المسلم الحزين إلى مقتضى السلوك في القرن العشرين
- في بيت أحمد أمين
- حول الدعوة إلى تطبيق الشريعة الإسلامية
- ألف حكاية وحكاية من الأدب العربي القديم (جزأين)
- الاجتهاد في الإسلام: حق هو أم واجب؟
- شخصيات عرفتها
- المئة الأعظم في تاريخ الإسلام
- الموقف الحضاري من النزَعات الدينية ودراسات أُخرى
- لغة العرب وأثرها في تكييف العقلية العربية
- الإسلام في عالم متغيِّر
- الحروب الصليبية
- رسالة من تحت الماء
- أبو شاكوش
- كيمياء السعادة
- مسرحية الإمام
- مصابيح أقوال العرب - حوليات العالم الإسلامي
- خضرة
- فضل الإسلام على الحضارة الغربية (ترجمة)
- نحو تطوير التشريع الإسلامي (ترجمة)
- معضلة الرجل الأبيض (ترجمة)
- حلم ليلة في منتصف الصيف لشكسبير (ترجمة)
- يوليوس قيصر، لشكسبير (ترجمة)
- مكبث، لشكسبير (ترجمة)
- تاجر البندقية، لشكسبير (ترجمة)
- نهاية التاريخ والإنسان الأخير (ترجمة)

## وفاته
توفي حسين أحمد أمين في 16 أبريل 2014م.